# 尊壽祥
尊壽祥（越南语：／；1825年—1877年），法属交趾支那官員。

## 生平
尊壽祥是嘉定省新平府平陽縣和美村（今屬胡志明市）人，順慶巡撫尊壽德次子。他早年一直未能出仕做官。嗣德十五年（1862年），法軍佔領了南圻東三省，尊壽祥和殖民者合作，被任命為新平知府，隨後他去招降義軍首領張定，結果失敗。次年（1863年），尊壽祥陪同潘清簡訪問法國和西班牙。
嗣德二十年（1867年），法軍侵略南圻西三省。尊壽祥又受命前去招降阮廷炤、潘清簾和潘清蓀，依然沒有成功。嗣德二十四年（1871年），尊壽祥升任督撫使。
1873年，尊壽祥隨法國代表團訪問清朝。1875年，前往法國在北圻的領事館工作。1877年，在北圻患病去世。

## 作品
尊壽祥在出訪法國和西班牙期間，著有詩文集《西浮日記》。